# 7e corps d'armée (États-Unis)
Pour les articles homonymes, voir 7e corps d'armée.
Le VIIe corps d'armée des États-Unis (en anglais VII corps) était, avec le Ve corps d'armée des États-Unis, l'un des principaux corps de la 7e armée des États-Unis stationné en Europe durant la guerre froide. Son quartier général était situé à Kelley Barracks (en), à Stuttgart.

## Première guerre mondiale
La VIIe Corps a été organisé le 19 août 1918 à Remiremont pour être démobilisé le 11 juillet 1919 et fut commandé par William Mason Wright puis par Omar Bundy, William George Haan et Henry Tureman Allen. Il était composé des 6e, 81e et 88s divisions d'infanterie et stationné dans le secteur des Vosges.

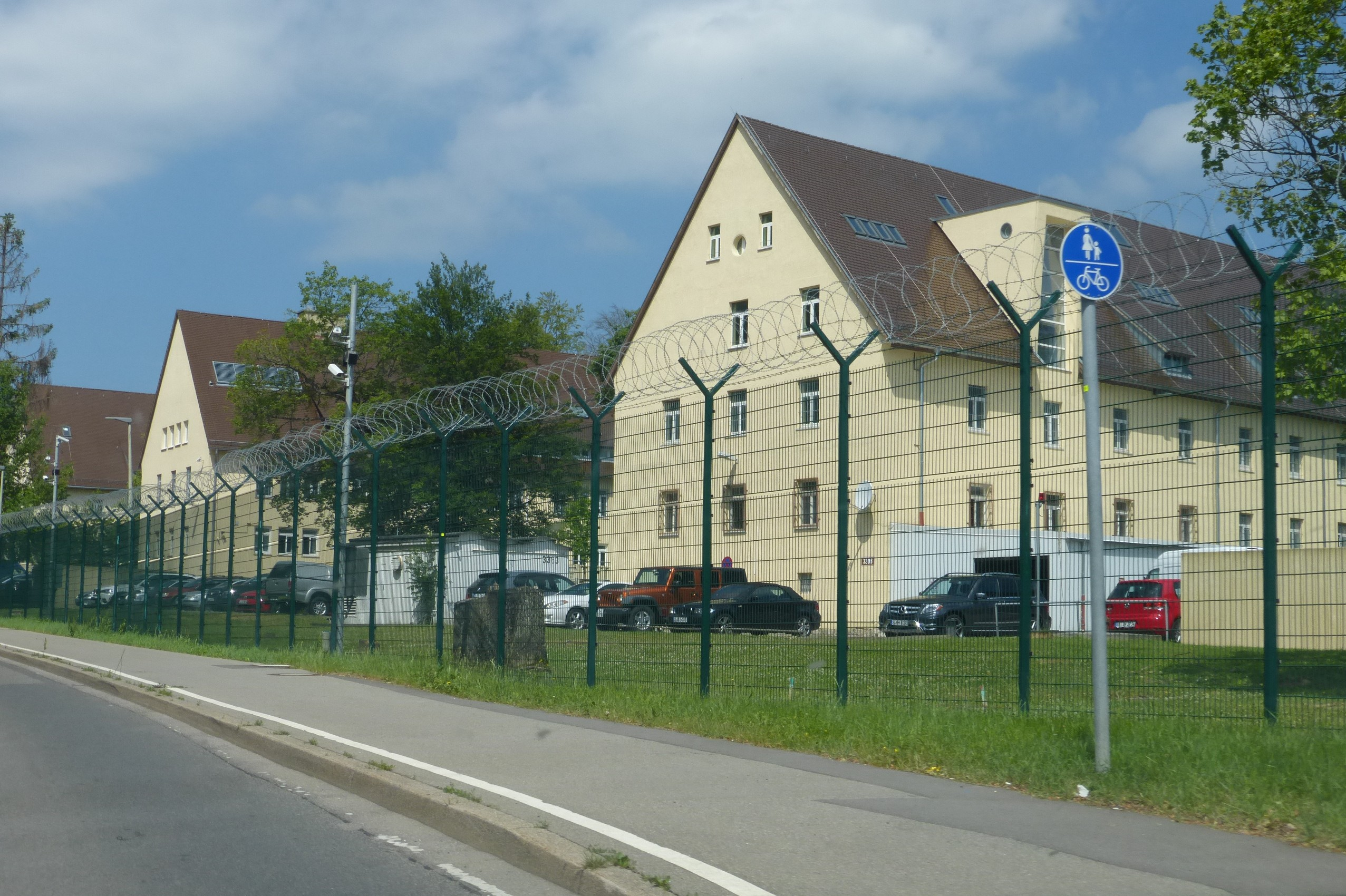
, le quartier général du d'armée des États-Unis.